# Жинесте
Жинесте́ (фр. Ginestet) — коммуна во Франции, находится в регионе Аквитания. Департамент — Дордонь. Входит в состав кантона Пеи-де-ла-Форс. Округ коммуны — Бержерак.
Код INSEE коммуны — 24197.

## География
Коммуна расположена приблизительно в 470 км к югу от Парижа, в 80 км восточнее Бордо, в 38 км к юго-западу от Перигё.

### Климат
Климат умеренный океанический со средним уровнем осадков, которые выпадают преимущественно зимой. Лето здесь долгое и тёплое, однако также довольно влажное, здесь не бывает регулярных периодов летней засухи. Средняя температура января — 5 °C, июля — 18 °C. Изредка вследствие стечения неблагоприятных погодных условий может наблюдаться непродолжительная засуха или случаются поздние заморозки. Климат меняется очень часто, как в течение сезона, так и год от года.

## Население
Население коммуны на 2010 год составляло 794 человека.
| 1962 | 1968 | 1975 | 1982 | 1990 | 1999 | 2010 |
| ---- | ---- | ---- | ---- | ---- | ---- | ---- |
| 371  | 385  | 415  | 549  | 708  | 738  | 794  |

## Администрация
| Период | Период | Фамилия            | Партия       | Примечания |
| ------ | ------ | ------------------ | ------------ | ---------- |
| 2001   | 2020   | Жаклин Ванденабель | беспартийная | секретарь  |

## Экономика
В 2010 году среди 524 человек трудоспособного возраста (15-64 лет) 388 были экономически активными, 136 — неактивными (показатель активности — 74,0 %, в 1999 году было 76,1 %). Из 388 активных жителей работали 347 человек (182 мужчины и 165 женщин), безработных было 41 (18 мужчин и 23 женщины). Среди 136 неактивных 38 человек были учениками или студентами, 75 — пенсионерами, 23 были неактивными по другим причинам.